# Richard Askey
Pour les articles homonymes, voir Askey.
Richard Allen Askey, dit Dick Askey (né le 4 juin 1933 à Saint-Louis et mort le 9 octobre 2019 à Madison, Wisconsin), est un mathématicien américain, spécialiste dans le domaine des fonctions spéciales. 
Les polynômes d'Askey-Wilson, introduits par lui en 1984 avec James A. Wilson (en), et l'inégalité d'Askey-Gasper, portent son nom.

## Biographie
Richard Askey obtient un B.A. à l'université Washington de Saint-Louis en 1955, un M.A. à l'université Harvard en 1956, et un Ph.D. à l'université de Princeton en 1961 sous la direction de Salomon Bochner (titre de la thèse : « Mean Convergence of Orthogonal Series and Conjugate Series »). Il est instructeur à l’université Washington (1958–1961) et à l'université de Chicago (1961–1963), puis professeur assistant en mathématiques à l'université du Wisconsin à Madison ; en 1968 il y est nommé professeur titulaire, et à partir de 2003 il y est professeur émérite. Richard Askey était Guggenheim Fellow en 1969–1970, et il a passé cette année académique au Centrum voor Wiskunde en Informatica à Amsterdam.

## Prix et distinctions
En 1983, Richard Askey est conférencier invité au congrès international des mathématiciens (ICM) à Varsovie. Il est élu fellow de l'Académie américaine des arts et des sciences en 1993. En 1999, Richard Askey est élu à l'Académie nationale des sciences. En 2009, il devient fellow de la Society for Industrial and Applied Mathematics (SIAM). En 2012, il devient fellow de l'American Mathematical Society. Richard Askey reçoit, en décembre 2012, le titre de docteur honoris causa de l'université SASTRA (en) à Kumbakonam en Inde.

## Travaux
Les polynômes d'Askey-Wilson (introduits en 1984 avec James A. Wilson (en)) constituent le plus haut niveau du (q)-schéma d'Askey (en), qui définit une hiérarchie des polynômes orthogonaux de type (q)-hypergéométriques. L'inégalité d'Askey-Gasper pour les polynômes de Jacobi est un ingrédient essentiel dans la preuve, par Louis de Branges de Bourcia, de la conjecture de Bieberbach.
Richard Askey a participé à l'édition, par Bruce Berndt, des Cahiers de Ramanujan de Ramanujan, où il a fourni, entre autres avec George Andrews, des démonstrations manquantes.
Richard Askey s'est aussi impliqué dans l'éducation, par des commentaires et écrits sur les écoles américaines. Un de ses articles est « Good Intentions are not Enough ».

## Publications
- (en) Richard Askey, Orthogonal polynomials and special functions, Philadelphie, SIAM, coll. « CBMS-NSF Regional Conference Series in Applied Mathematics » (no 21), 1975, 110 p. (ISBN 0-89871-018-9, présentation en ligne).
- (en-US) Richard Askey et James Wilson, Some basic hypergeometric orthogonal polynomials that generalize Jacobi polynomials, vol. 319, coll. « Memoirs of the American Mathematical Society » (no 54), 1985, iv+55 (ISBN 978-0-8218-2321-7, DOI 10.1090/memo/0319, MR 783216, lire en ligne)
- (en-US) George Andrews, Richard Askey et Ranjan Roy, Special functions, Cambridge University Press, coll. « Encyclopedia of Mathematics and Its Applications » (no 71 de Encyclopedia of Mathematics and its Applications), 1999, 682 p. (ISBN 978-0-521-78988-2, lire en ligne) — Recension : Wimp, J., « Special functions (review) », Bull. Amer. Math. Soc., vol. 37,‎ 2000, p. 499–510 (DOI 10.1090/s0273-0979-00-00879-x, lire en ligne).
- (en-US) Richard Askey, Tom H. Koornwinder et Walter J.  Schempp (éditeurs), Special functions : group theoretical aspects and applications, Reidel, 1984, 352 p. (ISBN 1-4020-0319-6, lire en ligne). — Réimpression 2011 (Springr)